# فلاديمير سيدل
فلاديمير سيدل (بالإنجليزية: Wladimir Seidel)‏ هو رياضياتي أمريكي، ولد في 21 ديسمبر 1907 في أوديسا في أوكرانيا، وتوفي في 12 يناير 1981 في ديترويت في الولايات المتحدة.